# Poveglia
Poveglia là một hòn đảo nhỏ, có diện tích khoảng 6,8ha nằm giữa Venice và Lido trong phá Venezia, phía Bắc Italy. Một con kênh nhỏ chia hòn đảo thành hai phần. Không nên nhằm lẩn giữa Poveglia với đảo Ex Poveglia, một hòn đảo nhỏ trong đầm phá cách Tây Poveglia 3km. Được xem là "hòn đảo nhiều ma nhất thế giới" và được các nhà huyền bí xem là hòn đảo đáng sợ nhất trái đất.

## Lịch sử
Hòn đảo này lần đầu tiên được nhắc đến trong biên niên sử vào năm 421, khi những người từ Padua và Este chạy trốn đến hòn đảo để tránh khỏi những cuộc xâm lược man rợ. Trong thế kỷ thứ IX dân số của hòn đảo bắt đầu phát triển. Nhưng theo truyền thuyết thì người La Mã đã dùng nơi đây để làm hố chôn tập thể các nạn nhân mắc dịch bệnh nhằm cách ly họ với cộng đồng khỏe mạnh. Đảo Poveglia từng là mục tiêu tranh giành dẫn đến chiến tranh đẫm máu giữa người Venice và người Genoa hồi thế kỷ 14, hòn đảo trở thành trạm cách ly kiểm dịch cho các tàu bè đi đến Venice vào thế kỷ 18. Một thời gian sau, Poveglia trở thành nơi tập trung những người nhiễm dịch bệnh hiểm nghèo. Và từ đây, hàng loạt truyền thuyết ghê rợn đã được thêu dệt quanh Poveglia.
Trong thế kỷ 20 hòn đảo một lần nữa được sử dụng như một trạm kiểm dịch, nhưng trong năm 1922, các tòa nhà đã được chuyển đổi thành một bệnh viện cho người bị bệnh tâm thần. Năm 1968, bệnh viện bị đóng cửa, một thời gian ngắn sau đó được sử dụng trong nông nghiệp, sau đó bị bỏ hoang.

## Những tin đồn về ma
Hàng ngàn người chết vì dịch hạch được gom xác vào những hố to trên đảo để thiêu đốt. Trong cơn hoảng loạn, người ta còn đưa cả những người chỉ mới phát vài triệu chứng nhẹ đến Poveglia để chôn sống. Theo truyền thuyết, hơn 160.000 nạn nhân đã bị thiêu vào thời kỳ đen tối đó. Vào năm 1922, cái tên Poveglia lại khiến người nghe nổi da gà với câu chuyện liên quan tới một bệnh viện tâm thần được xây dựng trên đảo. Người ta đồn rằng một vị bác sĩ trong bệnh viện đã tra tấn bệnh nhân bằng những ca phẫu thuật thùy não với búa, đục và khoan. Y đã bị chính những linh hồn của các nạn nhân làm cho nổi điên và cuối cùng phải gieo mình từ ngọn tháp chuông của bệnh viện xuống đất.
Câu chuyện ma được nhiều người lưu truyền nhất là về bé gái tên Maria, một nạn nhân của bệnh dịch. Cô bé bị buộc rời xa cha mẹ đến sống tại Poveglia trong thời điểm bệnh dịch bùng phát và thường được nhìn thấy đứng khóc trông về quê nhà ở Malamocco. Người ta còn truyền tai nhau rằng những nhà huyền bí học đến đây để điều tra thực hư các lời đồn cũng phải cao chạy xa bay trong nỗi khiếp đảm và không bao giờ dám quay trở lại.
Hòn đảo này càng trở nên khét tiếng vì chương trình truyền hình ăn khách Ghost Adventures của Mỹ. Đây là chương trình chuyên tìm hiểu, điều tra những địa điểm bị cho là ma ám trên thế giới do kênh Travel Channel phát sóng từ năm 2008. Cuối năm 2009, các "chuyên gia" của Ghost Adventures đã đến Poveglia và tường thuật về những hiện tượng dị thường như nghe tiếng gào khóc rất rõ, bóng đen chạy trên tường, cảnh vật trước mắt biến thành màu đỏ, máy quay phim bị xô ngã... Người dẫn chương trình chính là Zack Bagan còn khẳng định đã bị "một thực thể đen tối chiếm hữu" sau khi nghe một giọng nữ rên rỉ tên mình và kêu "Hãy đến đây!" bằng tiếng Ý.

## Bán đấu giá
Vào tháng 04 năm 2014, chính quyền Rome đã quyết định đấu giá quyền thuê sử dụng đảo Poveglia trong 99 năm. Quy trình đấu giá sẽ được thực hiện trực tuyến vào tháng tới. Nhà chức trách Ý hy vọng tiềm năng độc đáo của Poveglia có thể được khai thác thành khu du lịch nghỉ dưỡng.